# Lijst van olympische medaillewinnaars zeilen
Zeilen is een van de sporten die op de Olympische Spelen worden beoefend. Deze pagina geeft de lijst van olympische medaillewinnaars in deze sport.

## Gemengd

### Catamaran
| Editie             | Boottype    | Goud        | Goud                                    | Zilver      | Zilver                          | Brons       | Brons                            |
| Open klasse        | Open klasse | Open klasse | Open klasse                             | Open klasse | Open klasse                     | Open klasse | Open klasse                      |
| ------------------ | ----------- | ----------- | --------------------------------------- | ----------- | ------------------------------- | ----------- | -------------------------------- |
| 1976               | tornado     | GBR         | John Osborn Reg White                   | USA         | David McFaull Michael Rothwell  | FRG         | Jörg Schmall Jörg Sprengler      |
| 1980               | tornado     | BRA         | Lars Sigurd Björkström Alexandre Welter | DEN         | Peter Due Per Kjergard          | SWE         | Göran Marström Jörgen Ragnarsson |
| 1984               | tornado     | NZL         | Rex Sellers Chris Timms                 | USA         | Jay Glaser Randy Smyth          | AUS         | Scott Anderson Chris Caims       |
| 1988               | tornado     | FRA         | Jean-Yves Le Déroff Nicolas Hénard      | NZL         | Rex Sellers Chris Timms         | BRA         | Clinio Freitas Lars Grael        |
| 1992               | tornado     | FRA         | Nicolas Hénard Yves Loday               | USA         | Keith Notary Randy Smyth        | AUS         | Mitch Booth John Forbes          |
| 1996               | tornado     | ESP         | José Ballester Fernando León            | AUS         | Mitch Booth Andrew Landenberger | BRA         | Lars Grael Cico Pellicano        |
| 2000               | tornado     | AUT         | Roman Hagara Hans-Peter Steinacher      | AUS         | Darren Bundock John Forbes      | GER         | Roland Gäbler René Schwall       |
| 2004               | tornado     | AUT         | Roman Hagara Hans-Peter Steinacher      | USA         | John Lovell Charlie Ogeltree    | ARG         | Carlos Espínola Santiago Lange   |
| 2008               | tornado     | ESP         | Fernando Echavarri Antón Paz            | AUS         | Glenn Ashby Darren Bundock      | ARG         | Carlos Espínola Santiago Lange   |
| Gemengde bemanning |             |             |                                         |             |                                 |             |                                  |
| 2016               | nacra 17    | ARG         | Santiago Lange Cecilia Carranza Saroli  | AUS         | Jason Waterhouse Lisa Darmanin  | AUT         | Thomas Zajac Tanja Frank         |
| 2020               | nacra 17    | ITA         | Caterina Banti Ruggero Tita             | GBR         | Anna Burnet John Gimson         | GER         | Alica Stuhlemmer Paul Kohlhoff   |
| 2024               | nacra 17    | ITA         | Ruggero Tita Caterina Banti             | FRA         | Mateo Majdalani Eugenia Bosco   | NZL         | Micah Wilkinson Erica Dawson     |

Meervoudige medaillewinnaars
| Succesvolste | Meervoudige                                               |
| --- | --------------------------------------------------------- |
| 2-0-0 Nicolas Hénard 2-0-0 Ruggero Tita 2-0-0 Caterina Banti 2-0-0 Roman Hagara 2-0-0 Hans-Peter Steinacher 1-1-0 Rex Sellers 1-1-0 Chris Timms 1-0-2 Santiago Lange | 0-1-1 Mitch Booth 0-1-1 John Forbes 0-0-2 Carlos Espínola |

### Tweepersoonsjol (g)
| Editie | Boottype | Goud | Goud                   | Zilver | Zilver                    | Brons | Brons                          |
| ------ | -------- | ---- | ---------------------- | ------ | ------------------------- | ----- | ------------------------------ |
| 2024   | 470      | AUT  | Lara Vadlau Lukas Mähr | JPN    | Keiju Okada Miho Yoshioka | SWE   | Anton Dahlberg Lovisa Karlsson |

## Mannen

### Eenpersoonsjol
| Editie      | Boottype      | Goud        | Goud           | Zilver      | Zilver           | Brons       | Brons              |
| Open klasse | Open klasse   | Open klasse | Open klasse    | Open klasse | Open klasse      | Open klasse | Open klasse        |
| ----------- | ------------- | ----------- | -------------- | ----------- | ---------------- | ----------- | ------------------ |
| 1996        | laser         | BRA         | Robert Scheidt | GBR         | Ben Ainslie      | NOR         | Peer Moberg        |
| 2000        | laser         | GBR         | Ben Ainslie    | BRA         | Robert Scheidt   | AUS         | Michael Blackburn  |
| 2004        | laser         | BRA         | Robert Scheidt | AUT         | Andreas Geritzer | SLO         | Vasilij Žbogar     |
| Mannen      |               |             |                |             |                  |             |                    |
| 2008        | laser         | GBR         | Paul Goodison  | SLO         | Vasilij Žbogar   | ITA         | Diego Romero       |
| 2012        | laser         | AUS         | Tom Slingsby   | CYP         | Pavlos Kontides  | SWE         | Rasmus Mygren      |
| 2016        | laser         | AUS         | Tom Burton     | CRO         | Tonči Stipanović | NZL         | Sam Meech          |
| 2020        | laser         | AUS         | Matthew Wearn  | CRO         | Tonči Stipanović | NOR         | Hermann Tomasgaard |
| 2024        | laser (ILCA7) | AUS         | Matthew Wearn  | CYP         | Pavlos Kontides  | PER         | Stefano Peschiera  |

Meervoudige medaillewinnaars
| Succesvolste                                               | Meervoudige                                  |
| ---------------------------------------------------------- | -------------------------------------------- |
| 2-1-0 Robert Scheidt 2-0-0 Matthew Wearn 1-1-0 Ben Ainslie | 0-2-0 Pavlos Kontides 0-2-0 Tonči Stipanović |

### Tweepersoonsjol
| Editie      | Boottype        | Goud        | Goud                                    | Zilver      | Zilver                                              | Brons       | Brons                                   |
| Open klasse | Open klasse     | Open klasse | Open klasse                             | Open klasse | Open klasse                                         | Open klasse | Open klasse                             |
| ----------- | --------------- | ----------- | --------------------------------------- | ----------- | --------------------------------------------------- | ----------- | --------------------------------------- |
| 1948        | stormvogel      | GBR         | David Bond Stewart Morris               | POR         | Duarte de Almeide Bello Fernando Pinto Coelho Bello | USA         | Lockwood Pirie Owen Torry, Jr.          |
|             |                 |             |                                         |             |                                                     |             |                                         |
| 1956        | sharpie         | NZL         | Jack Cropp Peter Mander                 | AUS         | John Scott Roland Tasker                            | GBR         | Jasper Blackall Terence Smith           |
| 1960        | flying dutchman | NOR         | Bjørn Bergvall Peder Lunde              | DEN         | Hans Fogh Ole Erik Petersen                         | EUA         | Ingo von Bredow Rolf Mulka              |
| 1964        | flying dutchman | NZL         | Helmer Pedersen Earle Wells             | GBR         | Arthur Morgan Franklin Musto                        | USA         | William Bentsen Harry Melges            |
| 1968        | flying dutchman | GBR         | Iain MacDonald-Smith Rodney Pattisson   | FRG         | Ulrich Libor Peter Naumann                          | BRA         | Reinaldo Conrad Burkhard Cordes         |
| 1972        | flying dutchman | GBR         | Christopher Davies Rodney Pattisson     | FRA         | Marc Pajot Yves Pajot                               | FRG         | Ulrich Libor Peter Naumann              |
| 1976        | flying dutchman | FRG         | Eckart Diesch Jörg Diesch               | GBR         | Jullan Brooke-Houghton Rodney Pattisson             | BRA         | Reinaldo Conrad Peter Ficker            |
| 1980        | flying dutchman | ESP         | Alejandro Abascal Miguel Noguer         | IRL         | David Wilkins James Wilkinson                       | HUN         | Szabolcs Detre Zsolt Detre              |
| 1984        | flying dutchman | USA         | William Carl Buchan Jonathan McKee      | CAN         | Evert Bastet Terry McLaughlin                       | GBR         | Peter Allam Jonathan Richards           |
| 1988        | flying dutchman | DEN         | Christian Grønborg Jørgen Bojsen-Møller | NOR         | Erik Björkum Ole Pollen                             | CAN         | Frank McLaughlin John Millen            |
| 1992        | flying dutchman | ESP         | Luis Doreste Domingo Manrique           | USA         | Stephen Bourdow Paul Foerster                       | DEN         | Jens Bojson-Møller Jørgen Bojsen-Møller |
|             |                 |             |                                         |             |                                                     |             |                                         |
| 2000        | 49er            | FIN         | Jyrki Järvi Thomas Johanson             | GBR         | Ian Barker Simon Hiscocks                           | USA         | Charlie McKee Jonathan McKee            |
| 2004        | 49er            | ESP         | Xabier Fernández Iker Martínez          | UKR         | George Leontsjoek Rodion Loeka                      | GBR         | Chris Draper Simon Hiscocks             |
| 2008        | 49er            | DEN         | Martin Kirketerp Jonas Warrer           | ESP         | Xabier Fernández Iker Martínez                      | GER         | Hannes Peckolt Jan-Peter Peckolt        |
| 2012        | 49er            | AUS         | Iain Jensen Nathan Outteridge           | NZL         | Peter Burling Blair Tuke                            | DEN         | Peter Lang Allan Norregaard             |
| Mannen      |                 |             |                                         |             |                                                     |             |                                         |
| 2016        | 49er            | NZL         | Peter Burling Blair Tuke                | AUS         | Iain Jensen Nathan Outteridge                       | GER         | Erik Heil Thomas Plößel                 |
| 2020        | 49er            | GBR         | Stuart Bithell Dylan Fletcher           | NZL         | Peter Burling Blair Tuke                            | GER         | Erik Heil Thomas Plößel                 |
| 2024        | 49er            | ESP         | Diego Botín Florián Trittel             | NZL         | Isaac McHardie William McKenzie                     | USA         | Ian Barrows Hans Henken                 |

Meervoudige medaillewinnaars
| Succesvolste | Meervoudige                                                                                      |
| --- | ------------------------------------------------------------------------------------------------ |
| 2-1-0 Rodney Pattisson 1-2-0 Peter Burling 1-2-0 Blair Tuke 1-1-0 Iain Jensen 1-1-0 Nathan Outteridge 1-1-0 Jørgen Bojsen-Møller 1-1-0 Xabier Fernández 1-1-0 Iker Martínez 1-0-1 Jonathan McKee | 0-1-1 Ulrich Libor 0-1-1 Peter Naumann 0-0-2 Reinaldo Conrad 0-0-2 Erik Heil 0-0-2 Thomas Plößel |

### Plankzeilen
| Editie | Boottype    | Goud | Goud                     | Zilver | Zilver                | Brons | Brons              |
| ------ | ----------- | ---- | ------------------------ | ------ | --------------------- | ----- | ------------------ |
| 1984   | windglider  | NED  | Stephan van den Berg     | USA    | Randell Scott Steele  | NZL   | Bruce Kendall      |
| 1988   | division II | NZL  | Bruce Kendall            | AHO    | Jan Boersma           | USA   | Michael Gebhardt   |
| 1992   | lechner     | FRA  | Franck David             | USA    | Michael Gebhardt      | AUS   | Lars Keppich       |
| 1996   | mistral     | GRE  | Nikolaos Kaklamanakis    | ARG    | Carlos Espinola       | ISR   | Gal Fridman        |
| 2000   | mistral     | AUT  | Christoph Sieber         | ARG    | Carlos Espinola       | NZL   | Aaron McIntosh     |
| 2004   | mistral     | ISR  | Gal Fridman              | GRE    | Nikolaos Kaklamanakis | GBR   | Nick Dempsey       |
| 2008   | rs:x        | NZL  | Tom Ashley               | FRA    | Julien Bontemps       | ISR   | Shahar Zubari      |
| 2012   | rs:x        | NED  | Dorian van Rijsselberghe | GBR    | Nick Dempsey          | GER   | Toni Wilhelm       |
| 2016   | rs:x        | NED  | Dorian van Rijsselberghe | GBR    | Nick Dempsey          | FRA   | Pierre Le Coq      |
| 2020   | rs:x        | NED  | Kiran Badloe             | FRA    | Thomas Goyard         | CHN   | Bi Kun             |
| 2024   | IQFoil      | ISR  | Tom Reuveny              | AUS    | Grae Morris           | NED   | Luuc van Opzeeland |

Meervoudige medaillewinnaars
| Succesvolste                                                                                     | Meervoudige                                                     |
| ------------------------------------------------------------------------------------------------ | --------------------------------------------------------------- |
| 2-0-0 Dorian van Rijsselberghe 1-1-0 Nikolaos Kaklamanakis 1-0-1 Gal Fridman 1-0-1 Bruce Kendall | 0-2-1 Nick Dempsey 0-2-0 Carlos Espinola 0-1-1 Michael Gebhardt |

### Kitesurfen
| Editie | Boottype     | Goud | Goud            | Zilver | Zilver       | Brons | Brons             |
| ------ | ------------ | ---- | --------------- | ------ | ------------ | ----- | ----------------- |
| 2024   | Formula Kite | AUT  | Valentin Bontus | SLO    | Toni Vodišek | SGP   | Maximilian Maeder |

## Vrouwen

### Eenpersoonsjol
| Editie | Boottype             | Goud | Goud              | Zilver | Zilver                 | Brons | Brons               |
| ------ | -------------------- | ---- | ----------------- | ------ | ---------------------- | ----- | ------------------- |
| 1992   | europe               | NOR  | Linda Andersen    | ESP    | Natalia Via Dufresne   | USA   | Julia Trotman       |
| 1996   | europe               | DEN  | Kristine Roug     | NED    | Margriet Matthijsse    | USA   | Coutenay Becker-Dey |
| 2000   | europe               | GBR  | Shirley Robertson | NED    | Margriet Matthijsse    | ARG   | Serena Amato        |
| 2004   | europe               | NOR  | Siren Sundby      | CZE    | Lenka Smidova          | DEN   | Signe Livbjerg      |
| 2008   | laser radial         | USA  | Anna Tunnicliffe  | LTU    | Gintaré Volungevičiūtė | CHN   | Xu Lijia            |
| 2012   | laser radial         | CHN  | Xu Lijia          | NED    | Marit Bouwmeester      | BEL   | Evi Van Acker       |
| 2016   | laser radial         | NED  | Marit Bouwmeester | IRL    | Annalise Murphy        | DEN   | Anne-Marie Rindom   |
| 2020   | laser radial         | DEN  | Anne-Marie Rindom | SWE    | Josefin Olsson         | NED   | Marit Bouwmeester   |
| 2024   | laser radial (ILCA6) | NED  | Marit Bouwmeester | DEN    | Anne-Marie Rindom      | NOR   | Line Flem Høst      |

Meervoudige medaillewinnaars
| Succesvolste                                                   | Meervoudige               |
| -------------------------------------------------------------- | ------------------------- |
| 2-1-1 Marit Bouwmeester 1-1-1 Anne-Marie Rindom 1-0-1 Xu Lijia | 0-2-0 Margriet Matthijsse |

### Tweepersoonsjol
| Editie | Boottype | Goud | Goud                            | Zilver | Zilver                       | Brons | Brons                                 |
| ------ | -------- | ---- | ------------------------------- | ------ | ---------------------------- | ----- | ------------------------------------- |
| 2016   | 49er FX  | BRA  | Martine Grael Kahena Kunze      | NZL    | Alex Maloney Molly Meech     | DEN   | Jena Mai Hansen Katja Salskov-Iversen |
| 2020   | 49er FX  | BRA  | Martine Grael Kahena Kunze      | GER    | Susann Beucke Tina Lutz      | NED   | Annemiek Bekkering Annette Duetz      |
| 2024   | 49er FX  | NED  | Odile van Aanholt Annette Duetz | SWE    | Vilma Bobeck Rebecca Netzler | FRA   | Sarah Steyaert Charline Picon         |

Meervoudige medaillewinnaars
| Succesvolste                                               | Meervoudige |
| ---------------------------------------------------------- | ----------- |
| 2-0-0 Martine Grael 2-0-0 Kahena Kunze 1-0-1 Annette Duetz |             |

### Plankzeilen
| Editie | Boottype | Goud | Goud               | Zilver | Zilver             | Brons | Brons                |
| ------ | -------- | ---- | ------------------ | ------ | ------------------ | ----- | -------------------- |
| 1992   | lechner  | NZL  | Barbara Kendall    | CHN    | Zhang Xiadong      | NED   | Dorien de Vries      |
| 1996   | mistral  | HKG  | Lee Lai Shan       | NZL    | Barbara Kendall    | ITA   | Alessandra Sensini   |
| 2000   | mistral  | ITA  | Alessandra Sensini | GER    | Amelie Lux         | NZL   | Barbara Kendall      |
| 2004   | mistral  | FRA  | Faustine Merret    | CHN    | Yin Jian           | ITA   | Alessandra Sensini   |
| 2008   | rs:x     | CHN  | Yin Jian           | ITA    | Alessandra Sensini | GBR   | Bryony Shaw          |
| 2012   | rs:x     | ESP  | Marina Alabau      | FIN    | Tuuli Petäjä       | POL   | Zofia Klepacka       |
| 2016   | rs:x     | FRA  | Charline Picon     | CHN    | Chen Peina         | RUS   | Stefanija Jelfoetina |
| 2020   | rs:x     | CHN  | Lu Yunxiu          | FRA    | Charline Picon     | GBR   | Emma Wilson          |
| 2024   | IQFoil   | ITA  | Marta Maggetti     | ISR    | Sharon Kantor      | GBR   | Emma Wilson          |

Meervoudige medaillewinnaars
| Succesvolste                                                                       | Meervoudige       |
| ---------------------------------------------------------------------------------- | ----------------- |
| 1-1-2 Alessandra Sensini 1-1-1 Barbara Kendall 1-1-0 Yin Jian 1-1-0 Charline Picon | 0-0-2 Emma Wilson |

### Kitesurfen
| Editie | Boottype     | Goud | Goud           | Zilver | Zilver         | Brons | Brons             |
| ------ | ------------ | ---- | -------------- | ------ | -------------- | ----- | ----------------- |
| 2024   | Formula Kite | GBR  | Ellie Aldridge | FRA    | Lauriane Nolot | NED   | Annelous Lammerts |

## Afgevoerde klassen
Alle klassen waren open klassen

### Ton-klassen
| Editie       | Boottype         | Goud         | Goud                                                          | Zilver       | Zilver                                                                | Brons        | Brons                                                   |
| Open klassen | Open klassen     | Open klassen | Open klassen                                                  | Open klassen | Open klassen                                                          | Open klassen | Open klassen                                            |
| ------------ | ---------------- | ------------ | ------------------------------------------------------------- | ------------ | --------------------------------------------------------------------- | ------------ | ------------------------------------------------------- |
| 1900         | 0-½ ton (race 1) | FRA          | Pierre Gervais                                                | FRA          | Jean Charcot Robert Linzeler Texier I Texier II                       | FRA          | Gaston Cailleux Henri Monnot Léon Tellier               |
| 1900         | 0-½ ton (race 2) | FRA          | Emile Sacré                                                   | FRA          | Jean Charcot Robert Linzeler Texier I Texier II                       | FRA          | Pierre Gervais                                          |
| 1900         | ½-1 ton          | GBR          | Lorne Currie John Gretton Linton Hope Algernon Maudslay       | FRA          | Jacques Baudrier Jean le Bret F. Marcotte William Martin Jules Valton | FRA          | E. Michelet F. Michelet                                 |
| 1900         | 1-2 ton (race 1) | SUI          | Bernard de Pourtalès Hélène de Pourtalès Hermann de Pourtalès | FRA          | Auguste Albert Duval Charles Hugo F. Vilamitjana                      | FRA          | Jacques Baudrier Lucien Baudrier Dubosq Edouard Mantois |
| 1900         | 1-2 ton (race 2) | GER          | Georg Naue Heinrich Peters Ottokar Weise Paul Wiesner         | SUI          | Bernard de Pourtalès Hélène de Pourtalès Hermann de Pourtalès         | FRA          | Auguste Albert Duval Charles Hugo F. Vilamitjana        |
| 1900         | 2-3 ton (race 1) | ZZX          | William Exshaw Frédéric Blanchy Jacques Le Lavasseur          | FRA          | Doucet Godinet Mialaret Susse                                         | FRA          | de Cottignon Emile Jean-Fontaine Ferdinand Schlatter    |
| 1900         | 2-3 ton (race 2) | ZZX          | William Exshaw Frédéric Blanchy Jacques Le Lavasseur          | FRA          | Doucet Godinet Mialaret Susse                                         | FRA          | Auguste Donny                                           |
| 1900         | 3-10 ton         | GBR          | Edward Hore Harry Jefferson John Howard Taylor                | FRA          | A. Dubos J. Dubos Maurice Gufflet Robert Gufflet Charly Guiraist      | USA          | H. MacHenry                                             |
| 1900         | 10-20 ton        | FRA          | Émile Billard Paul Perquer                                    | FRA          | Jean Decazes                                                          | GBR          | Edward Hore                                             |
| 1900         | Openrace         | GBR          | Lorne Currie John Gretton Linton Hope Algernon Maudslay       | GER          | Georg Naue Heinrich Peters Ottokar Weise Paul Wiesner                 | FRA          | E. Michelet F. Michelet                                 |

### Jollen
| Editie       | Boottype     | Goud         | Goud                             | Zilver          | Zilver                               | Brons           | Brons           |
| Open klassen | Open klassen | Open klassen | Open klassen                     | Open klassen    | Open klassen                         | Open klassen    | Open klassen    |
| ------------ | ------------ | ------------ | -------------------------------- | --------------- | ------------------------------------ | --------------- | --------------- |
| 1920         | 12-voetsjol  | NED          | Cornelis Hin Frans Hin Johan Hin | NED             | Petrus Beukers Arnoud van der Biesen | niet uitgereikt | niet uitgereikt |
| 1920         | 18-voetsjol  | GBR          | Thomas Hedberg Francis Richards  | niet uitgereikt | niet uitgereikt                      | niet uitgereikt | niet uitgereikt |

### Kielboten
5,5 meter
| Editie | Boottype | Goud | Goud                                                      | Zilver | Zilver                                             | Brons | Brons                                          |
| ------ | -------- | ---- | --------------------------------------------------------- | ------ | -------------------------------------------------- | ----- | ---------------------------------------------- |
| 1952   | 5,5 m    | USA  | Britton Chance Michael Schoettle Edgar White Sumner White | NOR    | Börre Falkum-Hansen Peder Lunde Vibeke Lunde       | SWE   | Carl-Erik Ohlson Folke Wassen Magnus Wassen    |
| 1956   | 5,5 m    | SWE  | Hjalmar Karlsson Sture Stork Lars Thörn                   | GBR    | David Bowker John Dillon Neil Kennedy Robert Perry | AUS   | Douglas Buxton Devereaux Mytton John Sturrock  |
| 1960   | 5,5 m R  | USA  | George O’Day Jim Hunt Dave Smith                          | DEN    | William Berntsen Steen Christensen Soren Hancke    | SUI   | Henry Copponex Pierre Girard Manfred Metzger   |
| 1964   | 5,5 m R  | AUS  | Bill Northam Peter O’Donnel James Sargeant                | SWE    | Arne Karlsson Sture Stork Lars Thörn               | USA   | Joseph Batchelder John McNamara Francis Scully |
| 1968   | 5,5 m R  | SWE  | Jörgen Sundelin Peter Sundelin Ulf Sundelin               | SUI    | Bernard Dunand Louis Noverraz Marcel Stern         | GBR   | Robin Aisher Paul Anderson Adrian Jardine      |

6 meter
| Editie | Boottype   | Goud | Goud                                                                              | Zilver | Zilver                                                                                   | Brons           | Brons                                                                           |
| ------ | ---------- | ---- | --------------------------------------------------------------------------------- | ------ | ---------------------------------------------------------------------------------------- | --------------- | ------------------------------------------------------------------------------- |
| 1908   | 6 m        | GBR  | Charles Crichton Gilbert Laws Thomas McMeekin                                     | BEL    | Léon Huybrechts Louis Huybrechts Henri Weewauters                                        | FRA             | Henri Arthus Louis Potheau Pierre Rabot                                         |
| 1912   | 6 m        | FRA  | Amédée Thubé Gaston Thubé Jacques Thubé                                           | DEN    | Steen Herschend Hans Meulengracht-Madsen Sven Thomsen                                    | SWE             | Otto Aust Eric Sandberg Harald Sandberg                                         |
| 1920   | 6 m (1907) | BEL  | Frédéric Bruynseels Émile Cornellie Florimond Cornellie                           | NOR    | Leif Erichsen Andreas Knudsen Ejnar Torgensen                                            | NOR             | Henrik Agersborg Einar Berntsen Trygve Pedersen                                 |
| 1920   | 6 m (1919) | NOR  | Andreas Brecke Paal Kaasen Ingolf Rød                                             | BEL    | Charles van den Bussche Léon Huybrechts John Klotz                                       | niet uitgereikt | niet uitgereikt                                                                 |
| 1924   | 6 m        | NOR  | Christopher Dahl Eugen Lunde Anders Lundgren                                      | DEN    | Knut Dehn Christian Nielsen Vilhelm Vett                                                 | NED             | Joop Carp Johannes Guépin Jan Vreede                                            |
| 1928   | 6 m        | NOR  | Erik Anker Johan Anker Håkon Bryhn Olaf van Noorwegen                             | DEN    | Niels Möller Aage Høy-Petersen Peter Schlütter Vilhelm Vett                              | EST             | Andreas Fählmann Georg Fählmann Nicolai Veksin Eberhard Vogdt William von Wiren |
| 1932   | 6 m        | SWE  | Olle Åkerlund Åke Bergqvist Martin Hindorff Tore Holm                             | USA    | Temple Ashbrook Robert Carlson Frederic Conant Emmett Davis Donald Douglas Charles Smith | CAN             | Gardner Boultbee Kenneth Glass Philip Rogers Gerald Wilson                      |
| 1936   | 6 m R      | GBR  | Miles Bellville Christopher Boardman Russell Harmer Charles Leaf Leonard Martin   | NOR    | Karsten Konow Magnus Konow Frederik Meyer Vaadjuv Nyquist Alf Tveten                     | SWE             | Lennart Eckdahl Martin Hindorff Torsten Lord Dagmar Salén Sven Salén            |
| 1948   | 6 m R      | USA  | Alfred Loomis Michael Mooney James Smith James Weekes Herman Whiton               | ARG    | Emilio Hornps Rodolfo Rivademar Rufino Rodriquez Enrique Sieburger Julio Sieburger       | SWE             | Karl Ameln Martin Hindorff Tore Holm Torsten Lord Gösta Salén                   |
| 1952   | 6 m        | USA  | Everard Endt John Morgan Eric Ridder Julian Roosevelt Emelyn Whiton Herman Whiton | NOR    | Tor Arneberg Finn Ferner Johan Ferner Erik Heiberg Carl Mortensen                        | FIN             | Ragnar Jansson Jonas Konto Paul Sjöberg Rolf Turkka Ernst Westerlund            |

6,5 meter
| Editie | Boottype     | Goud | Goud                                | Zilver | Zilver                                | Brons           | Brons           |
| ------ | ------------ | ---- | ----------------------------------- | ------ | ------------------------------------- | --------------- | --------------- |
| 1920   | 6,5 m (1919) | NED  | Bernard Carp Joop Carp Piet Wernink | FRA    | Robert Monier Félix Picon Albert Weil | niet uitgereikt | niet uitgereikt |

7 meter
| Editie | Boottype   | Goud | Goud                                                                     | Zilver          | Zilver                                            | Brons           | Brons           |
| ------ | ---------- | ---- | ------------------------------------------------------------------------ | --------------- | ------------------------------------------------- | --------------- | --------------- |
| 1908   | 7 m        | GBR  | Norman Bingley Richard Dixon Charles Rivett-Carnac Frances Rivett-Carnac | niet uitgereikt | niet uitgereikt                                   | niet uitgereikt | niet uitgereikt |
| 1920   | 7 m (1919) | GBR  | Robert Coleman William Maddison Cyril Wright Dorothy Wright              | NOR             | Sten Abel Christian Dick Johan Faye Niels Nielsen | niet uitgereikt | niet uitgereikt |

8 meter
| Editie | Boottype   | Goud | Goud | Zilver          | Zilver | Brons           | Brons                                                                                   |
| ------ | ---------- | ---- | --- | --------------- | --- | --------------- | --------------------------------------------------------------------------------------- |
| 1908   | 8 m        | GBR  | Charles Campbell Blair Cochrane John Rhodes Henry Sutton Arthur Wood                                                                                                   | SWE             | Carl Hellström Eric Sandberg Edmund Thormählen Erik Wallerius Harald Wallin                                        | GBR             | Alfred Hughes Frederick Hughes Philip Hunloke George Ratsey William Ward                |
| 1912   | 8 m        | NOR  | Thomas Aas Andreas Brecke Torleiv Corneliussen Thoralf Glad Christian Jebe                                                                                             | SWE             | Emil Henriques Bengt Heyman Alvar Thiel Herbert Westermark Nils Westermark                                         | FIN             | Arthur Ahnger Erik Lindh Bertil Tallberg Gunnar Tallberg Georg Westling                 |
| 1920   | 8 m (1907) | NOR  | Thorleif Holbye Alf Jacobsen Kristoffer Olsen Carl Ringvold Tellef Wagle                                                                                               | niet uitgereikt | niet uitgereikt | niet uitgereikt | niet uitgereikt                                                                         |
| 1920   | 8 m (1919) | NOR  | Thorleif Christoffersen Magnus Konow Reidar Martiniuson Ragnar Vik | NOR             | Finn Schiander Lauritz Schmidt Jens Salvesen Nils Thomas Ralph Tschudi                                             | niet uitgereikt | niet uitgereikt                                                                         |
| 1924   | 8 m        | NOR  | Rick Bockelie Harald Hagen Ingar Nielsen Carl Ringvold jr. Carl Ringvold                                                                                               | GBR             | Gordon Fowler Edwin Jacob Thomas Riggs Walter Riggs Esmond Roney                                                   | FRA             | Louis Breguet Pierre Ganthier Robert Girardet André Guerrier Georges Mollard            |
| 1928   | 8 m        | FRA  | Donatien Bouché André Derrien Virginie Hériot André Lesauvage Jean Lesieur Carl de la Sablière                                                                         | NED             | Lambertus Doedes Johannes Hoolwerff Hendrik Kersken Cornelis van Staveren Gerardus de Vries Lentsch Maarten de Wit | SWE             | Clarence Hammar Tore Holm Carl Sandblom John Sandblom Philip Sandblom Wilhelm Törsleff  |
| 1932   | 8 m        | USA  | Owen Churchill John Biby Alphonse Burnand Kenneth Carey William Cooper Pierpont Davis Carl Dorsey John Huettner Richard Moore Alan Morgan Robert Sutton Thomas Webster | CAN             | Ernest Cribb Peter Gordon George Gyles Harry Jones Ronald Maitland Hubert Wallace                                  | niet uitgereikt | niet uitgereikt                                                                         |
| 1936   | 8 m R      | ITA  | Bruno Bianchi Luigi De Manincor Domenico Mordini Enrico Poggi Luigi Poggi Giovanni Reggio                                                                              | NOR             | John Ditlev-Simonsen Olav Ditlev-Simonsen Lauritz Schmidt Hans Struksnæs Jacob Tullin Thams Nordahl Wallem         | DEN             | Fritz Bischoff Hans Howaldt Alfried Krupp Eduard Mohr Felix Scheder-Bieschin Otto Wachs |

10 meter
| Editie | Boottype    | Goud | Goud | Zilver          | Zilver                                                                                                | Brons           | Brons |
| ------ | ----------- | ---- | --- | --------------- | --- | --------------- | --- |
| 1912   | 10 m        | SWE  | Filip Ericsson Carl Hellström Paul Isberg Humbert Lundén Herman Nyberg Harry Rosenswärd Erik Wallerius Harald Wallin | FIN             | Waldemar Björkstén Jacob Björnström Bror Brenner Allan Franck Emil Lindh Adolf Pekkalainen Harry Wahl | RUS             | Esper Beloselsky Ernest Brasche Karl Lindblom Nikolai Puschnitsky Aleksandr Rodionov Iosif Schomaker Philip Strauch |
| 1920   | 10 m (1907) | NOR  | Erik Herseth Sigurd Holter Gunnar Jamvold Petter Jamvold Claus Juell Ingar Nielsen Ole Sørensen                      | niet uitgereikt | niet uitgereikt                                                                                       | niet uitgereikt | niet uitgereikt |
| 1920   | 10 m (1919) | NOR  | Charles Arentz Otto Falkenberg Robert Giertsen Willy Gilbert Halfdan Schjøtt Trygve Schjøtt Arne Sejersted           | niet uitgereikt | niet uitgereikt                                                                                       | niet uitgereikt | niet uitgereikt |

12 meter
| Editie | Boottype    | Goud | Goud | Zilver          | Zilver | Brons           | Brons                                                                                        |
| ------ | ----------- | ---- | --- | --------------- | --- | --------------- | -------------------------------------------------------------------------------------------- |
| 1908   | 12 m        | GBR  | John Aspin John Buchanan James Bunten Arthur Downes John Downes David Dunlop Thomas Glen-Coats John Mackenzie Albert Martin Gerald Tait         | GBR             | James Baxter William Davidson J.A. Gardiner John Jellico James Kenion Thomas Littledale Cecil R. MacIver Charles MacIver C. McLeod Robertson John Spence | niet uitgereikt | niet uitgereikt                                                                              |
| 1912   | 12 m        | NOR  | Johan Anker Nils Bertelsen Eilert Falch-Lund Halfdan Hansen Arnfinn Heje Magnus Konow Alfred Larsen Petter Larsen Christian Staib Carl Thaulow  | SWE             | Per Bergman Dick Bergström Kurt Bergström Hugo Clason Folke Johnson Sigurd Kander Nils Lamby Erik Lindqvist Nils Persson Richard Sällström               | FIN             | Max Alfthan Erik Hartvall Jarl Hulldén Sigurd Juslén Ernst Krogius Eino Sandelin Johan Silén |
| 1920   | 12 m (1907) | NOR  | Halvor Birkeland Rasmus Birkeland Lauritz Christiansen Halvor Møgster Hans Næss Henrik Østervold Jan Østervold Kristian Østervold Ole Østervold | niet uitgereikt | niet uitgereikt | niet uitgereikt | niet uitgereikt                                                                              |
| 1920   | 12 m (1919) | NOR  | Arthur Allers Martin Borthen Johan Friele Kaspar Hassel Erik Ørvig Olaf Ørvig Thor Ørvig Egill Reimers Christen Wiese                           | niet uitgereikt | niet uitgereikt | niet uitgereikt | niet uitgereikt                                                                              |

30 meter2
| Editie | Boottype | Goud | Goud                                             | Zilver          | Zilver          | Brons           | Brons           |
| ------ | -------- | ---- | ------------------------------------------------ | --------------- | --------------- | --------------- | --------------- |
| 1920   | 30 m2    | SWE  | Gösta Bengtsson Gösta Lundquist Rolf Steffenburg | niet uitgereikt | niet uitgereikt | niet uitgereikt | niet uitgereikt |

40 meter2
| Editie | Boottype | Goud | Goud                                           | Zilver | Zilver                                                      | Brons           | Brons           |
| ------ | -------- | ---- | ---------------------------------------------- | ------ | ----------------------------------------------------------- | --------------- | --------------- |
| 1920   | 40 m2    | SWE  | Tore Holm Yngve Holm Axel Rydin Georg Tengwall | SWE    | Percy Almstedt Erik Mellbin Gustaf Svensson Ragnar Svensson | niet uitgereikt | niet uitgereikt |

### Draken
| Editie      | Boottype    | Goud        | Goud                                                             | Zilver      | Zilver                                              | Brons       | Brons                                                 |
| Open klasse | Open klasse | Open klasse | Open klasse                                                      | Open klasse | Open klasse                                         | Open klasse | Open klasse                                           |
| ----------- | ----------- | ----------- | ---------------------------------------------------------------- | ----------- | --------------------------------------------------- | ----------- | ----------------------------------------------------- |
| 1948        | draak       | NOR         | Hakon Barfod Sigve Lie Thor Thorvaldsen                          | SWE         | Folke Bohlin Gösta Brodin Hugo Johnson              | DEN         | Klaus Baess Ole Berntsen William Eldred Bernsten      |
| 1952        | draak       | NOR         | Hakon Barfod Sigve Lie Thor Thorvaldsen                          | SWE         | Erland Almkvist Sidney Boldt-Christmas Per Gedda    | GER         | Erich Natusch Georg Nowka Theodor Thomsen             |
| 1956        | draak       | SWE         | Folke Bohlin Bengt Palmquist Leif Wikström                       | DEN         | Cyril Andresen Ole Berntsen Christian von Bülow     | GBR         | Ronald Backus Jonathan Janson Graham Mann             |
| 1960        | draak       | GRE         | Odysseus Eskitzoglou Constantijn van Griekenland Georgios Zaimis | ARG         | Hector Calegaris Jorge del Rio Jorge Salas          | ITA         | Antonio Ciciliano Antonio Cosentino Giulio de Stefano |
| 1964        | draak       | DEN         | Ole Berntsen Christian von Bülow Ole Poulsen                     | EUA         | Peter Ahrendt Wilftied Lorenz Ulrich Mense          | USA         | Robert Deaver Lowell North Charles Rogers             |
| 1968        | draak       | USA         | George Friedrichs Barton Jahncke Gerald Schreck                  | DEN         | Aage Birch Paul Lindemark Jørgensen Niels Markussen | GDR         | Paul Borowski Karl-Heinz Thun Konrad Weichert         |
| 1972        | draak       | AUS         | Thomas Anderson John Cuneo John Shaw                             | GDR         | Paul Borowski Karl-Heinz Thun Konrad Weichert       | USA         | Donald Cohan Charles Horter John Marshall             |

### Tempest
| Editie      | Boottype    | Goud        | Goud                            | Zilver      | Zilver                             | Brons       | Brons                      |
| Open klasse | Open klasse | Open klasse | Open klasse                     | Open klasse | Open klasse                        | Open klasse | Open klasse                |
| ----------- | ----------- | ----------- | ------------------------------- | ----------- | ---------------------------------- | ----------- | -------------------------- |
| 1972        | tempest     | URS         | Vitali Dirdira Valentin Mankin  | GBR         | David Hunt Alan Warren             | USA         | Peter Dean Glen Foster     |
| 1976        | tempest     | SWE         | John Albrechtson Ingvar Hansson | URS         | Vladislav Akimenko Valentin Mankin | USA         | Dennis Conner Conn Findlay |

| Succesvolste          | Meervoudige |
| --------------------- | ----------- |
| 1-1-0 Valentin Mankin |             |

### Soling
| Editie      | Boottype    | Goud        | Goud                                                     | Zilver      | Zilver                                             | Brons       | Brons                                                          |
| Open klasse | Open klasse | Open klasse | Open klasse                                              | Open klasse | Open klasse                                        | Open klasse | Open klasse                                                    |
| ----------- | ----------- | ----------- | -------------------------------------------------------- | ----------- | -------------------------------------------------- | ----------- | -------------------------------------------------------------- |
| 1972        | soling      | USA         | William Allen William Bentsen Harry Melges               | SWE         | Bo Knape Stefan Krook Stig Wernerström             | CAN         | Paul Cote John Ekels David Miller                              |
| 1976        | soling      | DEN         | Valdemar Bandolowski Erik Hansen Poul Richard Høj Jensen | USA         | Walter Glasgow Richard Höpfner John Kolius         | GDR         | Dieter Below Olaf Engelhardt Michael Zachries                  |
| 1980        | soling      | DEN         | Valdemar Bandolowski Erik Hansen Poul Richard Høj Jensen | URS         | Boris Budnikow Alexander Busnikow Nikolai Poljakow | GRE         | Anastassios Boudouris Anastassios Gavrilis Aristidis Rapanakis |
| 1984        | soling      | USA         | Roderick Davis Robert Haines Edward Trevelyan            | BRA         | Daniel Adler Torben Grael Ronaldo Senfft           | CAN         | Steve Calder Hans-Marius Fogh John Kerr                        |
| 1988        | soling      | GDR         | Thomas Flach Bernd Jäkel Jochen Schümann                 | USA         | William Baylis John Kostecki Robert Millingham     | DEN         | Jesper Bank Jan Mathiasen Steen Secher                         |
| 1992        | soling      | DEN         | Jesper Bank Steen Secher Jesper Seier                    | USA         | James Brady Douglas Kern Kevin Mahaney             | GBR         | Robert Cruikshaw Lawrie Smith Ossie Stewart                    |
| 1996        | soling      | GER         | Thomas Flach Bernd Jäkel Jochen Schümann                 | RUS         | Dmitri Shabanov Georgi Shayduko Igor Skalin        | USA         | Jim Barton Jeff Madrigali Kent Massey                          |
| 2000        | soling      | DEN         | Jesper Bank Henrik Blakskjær Thomas Jacobsen             | GER         | Gunnar Bahr Ingo Borkowski Jochen Schümann         | NOR         | Paul Davis Hermann Johannessen Espen Stokkeland                |

### Star
| Editie      | Boottype    | Goud        | Goud                                | Zilver      | Zilver                                        | Brons       | Brons                                             |
| Open klasse | Open klasse | Open klasse | Open klasse                         | Open klasse | Open klasse                                   | Open klasse | Open klasse                                       |
| ----------- | ----------- | ----------- | ----------------------------------- | ----------- | --------------------------------------------- | ----------- | ------------------------------------------------- |
| 1932        | star        | USA         | Gilbert Gray Andrew Libano          | GBR         | Peter Jaffe Colin Ratsey                      | SWE         | Gunnar Asther Daniel Sunden-Cullberg              |
| 1936        | star        | GER         | Peter Bischoff Hans-Joachim Weise   | SWE         | Arvid Laurin Uno Wallentin                    | NED         | Bob Maas Willem de Vries Lentsch                  |
| 1948        | star        | USA         | Hilary Smart Paul Smart             | CUB         | Carlos de Cardenas jr. Carlos de Cardenas sr. | NED         | Bob Maas Eddy Stutterheim                         |
| 1952        | star        | ITA         | Nicolò Rode Agostino Straulino      | USA         | John Price John Reid                          | POR         | Francisco de Andrade Joaquim Mascarenhas de Fiúza |
| 1956        | star        | USA         | Lawrence Low Herbert Williams       | ITA         | Nicolò Rode Agostino Straulino                | BAH         | Sloane Farrington Durward Knowles                 |
| 1960        | star        | URS         | Timir Pinegin Fjodor Sjoetkov       | POR         | Jose Quina Mario Quina                        | USA         | Robert Halperin William Parks                     |
| 1964        | star        | BAH         | Cecil Cooke Durward Knowles         | USA         | Richard Stearns Lynn Williams                 | SWE         | Pelle Pettersson Holger Sundström                 |
| 1968        | star        | USA         | Peter Barrett Lowell North          | NOR         | Per-Olav Wiken Peder Lunde                    | ITA         | Franco Cavallo Camilio Gargano                    |
| 1972        | star        | AUS         | John Anderson David Forbes          | SWE         | Pelle Pettersson Stellan Westerdahl           | FRG         | Wilhelm Kuhweide Karsten Meyer                    |
|             |             |             |                                     |             |                                               |             |                                                   |
| 1980        | star        | URS         | Valentin Mankin Aleksandr Moezyenko | AUT         | Karl Ferstl Hubert Raudaschl                  | ITA         | Giorgo Gorla Alfio Peraboni                       |
| 1984        | star        | USA         | William Earl Buchan Steven Erickson | FRA         | Joachim Griese Michael Marcour                | ITA         | Giorgo Gorla Alfio Peraboni                       |
| 1988        | star        | GBR         | Mike McIntyre Bryn Vaile            | USA         | Hal Haenel Mark Reynolds                      | BRA         | Torben Grael Nelson Falcao                        |
| 1992        | star        | USA         | Hal Haenel Mark Reynolds            | NZL         | Donald Cowie Roderick Davis                   | CAN         | Eric Jespersen Ross MacDonald                     |
| 1996        | star        | BRA         | Marcelo Ferreira Torben Grael       | SWE         | Bobby Lohse Hans Wallen                       | AUS         | Colin Baeshel David Giles                         |
| 2000        | star        | USA         | Magnus Liljedahl Mark Reynolds      | GBR         | Marc Covell Ian Walker                        | BRA         | Marcelo Ferreira Torben Grael                     |
| Mannen      |             |             |                                     |             |                                               |             |                                                   |
| 2004        | star        | BRA         | Marcelo Ferreira Torben Grael       | CAN         | Ross MacDonald Mike Wolfs                     | FRA         | Pascal Rambeau Xavier Rohart                      |
| 2008        | star        | GBR         | Iain Percy Andrew Simpson           | BRA         | Bruno Prada Robert Scheidt                    | SWE         | Anders Ekström Fredrik Lööf                       |
| 2012        | star        | SWE         | Fredrik Lööf Max Salminen           | GBR         | Iain Percy Andrew Simpson                     | BRA         | Bruno Prada Robert Scheidt                        |

| Succesvolste | Meervoudige |
| --- | --- |
| 2-1-0 Mark Reynolds 2-0-2 Torben Grael 2-0-1 Marcelo Ferreira 1-1-0 Nicolò Rode 1-1-0 Iain Percy 1-1-0 Andrew Simpson 1-1-0 Nicolò Rode 1-1-0 Agostino Straulino 1-1-0 Hal Haenel 1-0-1 / Durward Knowles 1-0-1 Fredrik Lööf | 0-1-1 Bruno Prada 0-1-1 Robert Scheidt 0-1-1 Bob Maas 0-1-1 Pelle Pettersson 0-0-2 Giorgo Gorla 0-0-2 Alfio Peraboni |

### Yngling; Elliot, 6m
| Editie  | Boottype   | Goud    | Goud                                         | Zilver  | Zilver                                              | Brons   | Brons                                                  |
| Vrouwen | Vrouwen    | Vrouwen | Vrouwen                                      | Vrouwen | Vrouwen                                             | Vrouwen | Vrouwen                                                |
| ------- | ---------- | ------- | -------------------------------------------- | ------- | --------------------------------------------------- | ------- | ------------------------------------------------------ |
| 2004    | yngling    | GBR     | Sarah Ayton Shirley Robertson Sarah Webb     | UKR     | Hanna Kalinina Svitlana Matevoesjeva Roeslana Taran | DEN     | Dorte Jensen Helle Jespersen Christina Otzen           |
| 2008    | yngling    | GBR     | Sarah Ayton Sarah Webb Pippa Wilson          | NED     | Annemieke Bes Mandy Mulder Merel Witteveen          | GRE     | Sofia Bekatorou Virginia Kravarioti Sofia Papadopoulou |
| 2012    | elliott 6m | ESP     | Támara Echegoyen Ángela Pumariega Sofía Toro | AUS     | Nina Curtis Olivia Price Lucinda Whitty             | FIN     | Silja Kanerva Silja Lehtinen Mikaela Wulff             |

| Succesvolste      | Meervoudige |
| ----------------- | ----------- |
| 1-1-0 Sarah Ayton |             |

### Eenpersoonsjol
| Editie      | Boottype     | Goud        | Goud                  | Zilver      | Zilver                 | Brons       | Brons                 |
| Open klasse | Open klasse  | Open klasse | Open klasse           | Open klasse | Open klasse            | Open klasse | Open klasse           |
| ----------- | ------------ | ----------- | --------------------- | ----------- | ---------------------- | ----------- | --------------------- |
| 1924        | meulan       | BEL         | Léon Huybrechts       | NOR         | Henrik Robert          | FIN         | Hans Dittmar          |
| 1928        | 12 voets jol | SWE         | Sven Thorell          | NOR         | Henrik Robert          | FIN         | Bertel Broman         |
| 1932        | snowbird     | FRA         | Jacques Lebrun        | NED         | Bob Maas               | ESP         | Santiago Cansino      |
| 1936        | olympiajol   | NED         | Daan Kagchelland      | GER         | Werner Krogmann        | GBR         | Peter Scott           |
| 1948        | firefly      | DEN         | Paul Bert Elvström    | USA         | Ralph Evans, Jr.       | NED         | Koos de Jong          |
| 1952        | finn         | DEN         | Paul Bert Elvström    | GBR         | Charles Currey         | SWE         | Rickard Sarby         |
| 1956        | finn         | DEN         | Paul Bert Elvström    | BEL         | André Nelis            | USA         | John Marvin           |
| 1960        | finn         | DEN         | Paul Bert Elvström    | URS         | Aleksandr Tsjoetsjelov | BEL         | André Nelis           |
| 1964        | finn         | EUA         | Wilhelm Kuhweide      | USA         | Peter Barrett          | DEN         | Henning Wind          |
| 1968        | finn         | URS         | Valentin Mankin       | AUT         | Hubert Raudaschl       | ITA         | Fabio Albarelli       |
| 1972        | finn         | FRA         | Serge Maury           | GRE         | Ilias Hatzipavlis      | URS         | Viktor Potapov        |
| 1976        | finn         | GDR         | Jochen Schümann       | URS         | Andrej Balaschov       | AUS         | John Edward Bertrand  |
| 1980        | finn         | FIN         | Esko Rechardt         | AUT         | Wolfgang Mayrhofer     | URS         | Andrej Balaschov      |
| 1984        | finn         | NZL         | Russell Coutts        | USA         | John Bertrand          | CAN         | Terry Neilson         |
| Mannen      |              |             |                       |             |                        |             |                       |
| 1988        | finn         | ESP         | José Doreste          | ISV         | Peter Holmberg         | NZL         | John Cutler           |
| 1992        | finn         | ESP         | José van der Ploeg    | USA         | Brian Ledbetter        | NZL         | Craig Monk            |
| 1996        | finn         | POL         | Mateusz Kusznierewicz | BEL         | Sébastien Godefroid    | NED         | Roy Heiner            |
| 2000        | finn         | GBR         | Iain Percy            | ITA         | Luca Devoti            | SWE         | Fredrik Lööf          |
| 2004        | finn         | GBR         | Ben Ainslie           | ESP         | Rafael Trojillo        | POL         | Mateusz Kusznierewicz |
| Open klasse |              |             |                       |             |                        |             |                       |
| 2008        | finn         | GBR         | Ben Ainslie           | USA         | Zach Railey            | FRA         | Guillaume Florent     |
| Mannen      |              |             |                       |             |                        |             |                       |
| 2012        | finn         | GBR         | Ben Ainslie           | DEN         | Jonas Høgh-Christensen | FRA         | Jonathan Lobert       |
| 2016        | finn         | GBR         | Giles Scott           | SLO         | Vasilij Žbogar         | USA         | Caleb Paine           |
| 2020        | finn         | GBR         | Giles Scott           | HUN         | Zsombor Berecz         | ESP         | Joan Cardona Méndez   |

| Succesvolste                                                 | Meervoudige                                                  |
| ------------------------------------------------------------ | ------------------------------------------------------------ |
| 4-0-0 Paul Bert Elvström 3-0-0 Ben Ainslie 2-0-0 Giles Scott | 0-2-0 Henrik Robert 0-1-1 André Nelis 0-1-1 Andrej Balaschov |

### Tweepersoonsjol  (m)
| Editie | Boottype | Goud | Goud                              | Zilver | Zilver                                 | Brons | Brons                               |
| ------ | -------- | ---- | --------------------------------- | ------ | -------------------------------------- | ----- | ----------------------------------- |
| 1976   | 470      | FRG  | Harro Bode Frank Hübner           | ESP    | Antonio Gorostgui Pedro Millet         | AUS   | Ian Brown Ian Ruff                  |
| 1980   | 470      | BRA  | Marcos Soares Eduardo Penido      | GDR    | Jörn Borowski Egbert Svensson          | FIN   | Jouko Lindgren Georg Tallberg       |
| 1984   | 470      | ESP  | Luis Doreste Roberto Molina       | USA    | Stephan Benjamin Christopher Steinfeld | FRA   | Thierry Peponnet Luc Pillot         |
| 1988   | 470      | FRA  | Thierry Peponnet Luc Pillot       | URS    | Tõnu Tõniste Toomas Tõniste            | USA   | Charles McKee John Sadden           |
| 1992   | 470      | ESP  | Jordi Calafat Kiko Sánchez        | USA    | Kevin Burnham Morgan Reeser            | EST   | Tõnu Tõniste Toomas Tõniste         |
| 1996   | 470      | UKR  | Yevhen Braslavets Ihor Matviyenko | GBR    | John Merricks Ian Walker               | POR   | Nuno Barreto Victor Rocha           |
| 2000   | 470      | AUS  | Tom King Mark Turnbull            | USA    | Robert Merrick Paul Foerster           | ARG   | Javier Conte Juan de la Fuente      |
| 2004   | 470      | USA  | Kevin Burnham Paul Foerster       | GBR    | Joe Glanfield Nick Rogers              | JPN   | Kazuto Seki Kenjiro Todoroki        |
| 2008   | 470      | AUS  | Malcolm Page Nathan Wilmot        | GBR    | Joe Glanfield Nick Rogers              | FRA   | Olivier Bausset Nicolas Charbonnier |
| 2012   | 470      | AUS  | Mathew Belcher Malcolm Page       | GBR    | Stuart Bithell Luke Patience           | ARG   | Lucas Calabrese Juan de la Fuente   |
| 2016   | 470      | CRO  | Šime Fantela Igor Marenić         | AUS    | Mathew Belcher William Ryan            | GRE   | Pavlos Kagialis Panagiotis Mantis   |
| 2020   | 470      | AUS  | Mathew Belcher William Ryan       | SWE    | Fredrik Bergström Anton Dahlberg       | ESP   | Nicolás Rodríguez Jordi Xammar      |

| Succesvolste | Meervoudige                                                                                               |
| --- | --- |
| 2-1-0 Mathew Belcher 2-0-0 Malcolm Page 1-1-0 William Ryan 1-1-0 Paul Foerster 1-0-1 Thierry Peponnet 1-0-1 Luc Pillot | 0-2-0 Joe Glanfield 0-2-0 Nick Rogers 0-1-1 / Tõnu Tõniste 0-1-1 / Toomas Tõniste 0-0-2 Juan de la Fuente |

### Tweepersoonsjol (v)
| Editie | Boottype | Goud | Goud                               | Zilver | Zilver                              | Brons | Brons                                  |
| ------ | -------- | ---- | ---------------------------------- | ------ | ----------------------------------- | ----- | -------------------------------------- |
| 1988   | 470      | USA  | Lynne Jewell Allison Jolly         | SWE    | Birgitta Bengtsson Marit Söderström | URS   | Larisa Moskalenko Irina Shunikhovskaya |
| 1992   | 470      | ESP  | Patricia Guerra Theresa Zabell     | NZL    | Leslie Egnot Janet Shearer          | USA   | Pamela Healy Jennifer Isler            |
| 1996   | 470      | ESP  | Begoña Vía Dufresne Theresa Zabell | JPN    | Yurie Alicia Kinoshita Yumiko Shige | UKR   | Olena Pakholchyk Roeslana Taran        |
| 2000   | 470      | AUS  | Jenny Armstrong Belinda Stowell    | USA    | Sara Glaser Jennifer Isler          | UKR   | Olena Pakholchyk Roeslana Taran        |
| 2004   | 470      | GRE  | Sofia Bekatorou Aimilia Tsoulfa    | ESP    | Sandra Azon Natalia Via Dufresne    | SWE   | Therese Torgersson Vendela Zachrisson  |
| 2008   | 470      | AUS  | Elise Rechichi Tessa Parkinson     | NED    | Lobke Berkhout Marcelien de Koning  | BRA   | Fernanda Oliveira Isabel Swan          |
| 2012   | 470      | NZL  | Jo Aleh Polly Powrie               | GBR    | Saskia Clark Hannah Mills           | NED   | Lobke Berkhout Lisa Westerhof          |
| 2016   | 470      | GBR  | Saskia Clark Hannah Mills          | NZL    | Jo Aleh Polly Powrie                | FRA   | Hélène Defrance Camille Lecointre      |
| 2020   | 470      | GBR  | Eilidh McIntyre Hannah Mills       | POL    | Jolanta Ogar Agnieszka Skrzypulec   | FRA   | Camille Lecointre Aloïse Retornaz      |

| Succesvolste                                                                                | Meervoudige                                                                              |
| ------------------------------------------------------------------------------------------- | ---------------------------------------------------------------------------------------- |
| 2-1-0 Hannah Mills 2-0-0 Theresa Zabell 1-1-0 Hannah Mills 1-1-0 Jo Aleh 1-1-0 Polly Powrie | 0-1-1 Lobke Berkhout 0-0-2 Camille Lecointre 0-0-2 Olena Pakholchyk 0-0-2 Roeslana Taran |

Athene 1896 · 
Parijs 1900 · 
St. Louis 1904 · 
Londen 1908 · 
Stockholm 1912 · 
Antwerpen 1920 · 
Parijs 1924 · 
Amsterdam 1928 · 
Los Angeles 1932 · 
Berlijn 1936 · 
Londen 1948 · 
Helsinki 1952 · 
Melbourne 1956 · 
Rome 1960 · 
Tokio 1964 · 
Mexico-stad 1968 · 
München 1972 · 
Montréal 1976 · 
Moskou 1980 · 
Los Angeles 1984 · 
Seoel 1988 · 
Barcelona 1992 · 
Atlanta 1996 · 
Sydney 2000 · 
Athene 2004 · 
Peking 2008 · 
Londen 2012 · 
Rio de Janeiro 2016 · 
Tokio 2020 · 
Parijs 2024 · 
Los Angeles 2028

Medaillewinnaars